# Ричард Стоун
Сър Джон Ричард Николас Стоун (на английски: Sir John Richard Nicholas Stone) е британски икономист. Носител на Нобелова награда за икономика от 1984 г.

## Биография

### Ранни години
Ричард Стоун е роден на 30 август 1913 г. и е единственото дете в семейството на адвокат. Следва право в Кембридж и за голямо разочарование на баща си през 1931 г. изоставя лекциите си и продължава следването си с икономически науки. В Кингс Колидж (Кеймбридж) учи при Колин Кларк и посещава лекциите на Джон Кейс. Завършва висшето образование през 1935 година и започва работа в подготвянето и издаването на информационен бюлетин на застрахователното дружество „Лойдс“ в Лондон. Със съпругата си Уинифред Мери Дженкинс участват в изследвания и подготовката на доклад за различията в структурите на потреблението и спестяванията в семейния бюджет, публикуван през 1938 г.

### Работа в държавната администрация
През 1937 г. съпрузите започват издаването на сп. „Trends“ („Насоки“), основан от новатора в икономическата статистика Колин Кларк и бивш преподавател на Стоун.
По време на Втората световна война започва работа и отговаря в Министерството на военната икономика за статистиката на морските превози и доставките на нефт. Работата му продължава в Службата за централна икономическа информация към Управлението на секретариата на военния кабинет, където с видните специалисти Джон Кейнс и Джеймс Мийд работят върху общ обзор за икономическото и финансово състояние на Великобритания. Изследванията са многообхватни – те съдържат оценки за размера на националния доход, разходите, нетната сума на фондовете които се насочват към частния сектор или тази която постъпва на разпореждане на правителството. В тези тежки за Великобритания военни години се изследва и семейния доход и спестяванията за предвоенния период, като се прилага системата на Стоун за отчитане на националния доход на основата на двойното счетоводство. С това се утвърждава революцията в макроикономическата теория на Джон Кейс. Методът на Стоун позволява на националното счетоводство да се съставят иконометрични модели.

### Научна кариера
През 1945 г. Ричард Стоун напуска правителствената служба и става директор на Отдела по приложна икономика в Кембридж. От 1955 г. е професор по финанси и счетоводство и е пионер по въвеждането на финансовите баланси.
През 1947 г. ООН публикува специално подготвения за международната организация доклад „Измерване на националния доход и съставяне на социалните сметки“. В продължение на две десетилетия работи съвместно с Абрахам Айденоф по създаването на стандартизирана система за национално счетоводство, публикувана в серии публикации и в книгата „Система за национални сметки“ (A System of National Accounts), която ООН публикува през 1968 г. Тази система за национално счетоводство е адаптирана в много държави.
През 1975 г. ООН публикува книгата му „По отношение на системата за социална и демографска статистика“, в която е разгледана разработена от него система за демографско счетоводство, отчитаща демографските фактори и популацията и социално икономическото развитие. Тази система допълва вече публикуваната система за национално счетоводство.
Мого важни са изследванията върху поведението на потребителя и анализ на пазара. Заедно с Дерик Роу издават книгата „Измерване на потребителските разходи и поведението на потребителя в Обединеното кралство“. С това е развита теорията за потребителските разходи като част от изследванията за националното счетоводство.

## Нобелов лауреат
През 1984 г. получава Паметна Нобелова награда за икономически науки за „съществен принос в разработката на системите за национални сметки и значително усъвършенстване на основите на емпиричния икономически анализ“.

## Признание
Ричард Стоун е член на Икономическото дружество, на Международния статистически институт, на Американската академия за хуманитарни и естествени науки, на Американската икономическа асоциация.